# Fumdeterra
Fumdeterra o angelets (Fumaria officinalis) és una planta herbàcia de la família de les papaveràcies o a la de les fumariàcies, que el sistema taxonòmic APG II permet segregar opcionalment de l'anterior. És present en la majoria d'horts, camins i camps d'Europa meridional, zones temperades d'Àsia i del nord d'Àfrica. Al Principat és freqüent en cultius, en quasi tota la península.
També es coneix amb els noms de fumària, fumdeterra, herba de colom, gallerets, peuets, julivert bord o sang de crist.

## Etimologia
El terme "Fumaria" deriva del llatí fumus (fum) possiblement i segons va dir Plini, a causa del fet que el seu suc provoca un intens llagrimeig, com si es tractés de fum, així com per la seva olor, que també se li assembla. Els antics exorcistes, creien que si es cremava aquesta planta, el seu fum foragitaria els mals esperits: existeix, a més a més, la llegenda de què la planta no s'originava de les seves llavors, sinó del fum que emanava de l'interior de la terra. Olivier de Serres exposava que fregar-ne el suc als ulls provocava llàgrimes excessives.

## Ecologia
Acostuma a créixer en terrenys cultivats o sòls secs de tota l'àrea mediterrània i en les zones temperades d'Àsia. La distribució general és holàrtica. Floreix a principis de la tardor i la seva forma vital és el Teròfit.

## Descripció morfològica

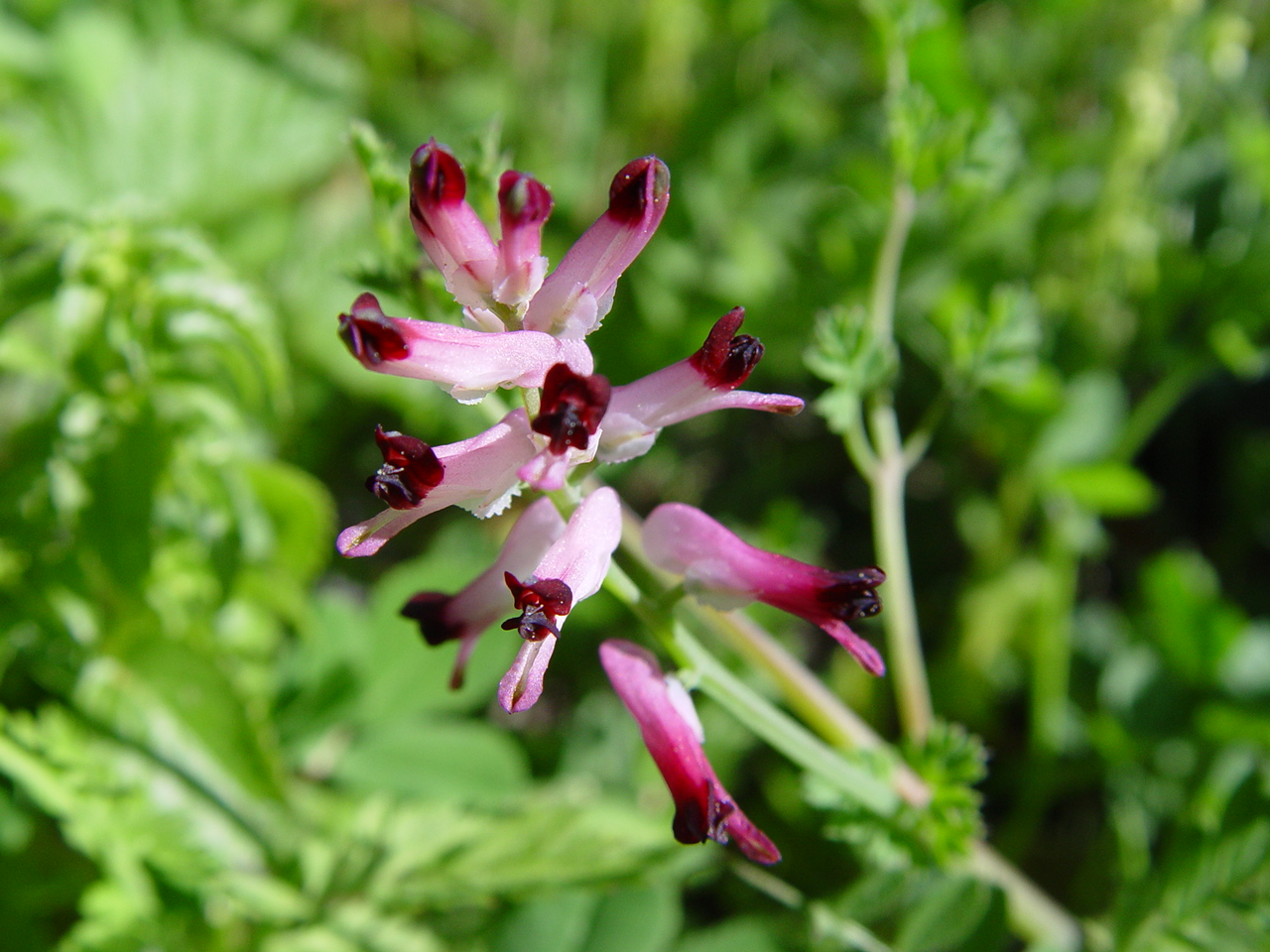
Fumaria officinalis

La fumària oficinal és una herba anual, glabra, de tall erecte i ben ramificat, que pot arribar a fer de 30 a 60 cm d'alçada. És una dicotiledònia i té l'arrel axonomorfa. Presenta fulles pinnaticompostes, alternes, amb folíols de forma allargada i a la vegada tallats en segments lanceolats. Els últims fol·liols són quasi lineals. A començaments de primavera, forma inflorescències en rames terminals d'una dotzena de flors zigomorfes, de fins a 9 mm de longitud cada un. Les petites flors s'agrupen en espigues vermelles, roses o blanques i són tubulars. Creixen en branques subsèssils o curtament pedunculades. Tenen el calze format per dos sèpals petits, de color blanc, ovalats i amb el marge dentat. La corol·la està composta per quatre pètals lliures (units en l'apis però no fusionats), allargats, entre els quals el superior està perllongat en un esperó ample, en el que es troba el nectari. L'androceu és diadelf, amb 6 estams fusionats en dos grups, que cada un d'ells està dividit en tres antenes. L'antena central té dues teques i les laterals una. El gineceu mostra dos carpels, amb l'ovari súper. El fruit, que és globular i rugós quan se seca, fructifica en un petit aqueni suborbicular, d'apis truncat o emarginat (quasi més ample que llarg: 2-2,25 x 3 mm). Per tant, les llavors són molt petites.

## Usos medicinals

### Composició química
- Àcid fumàric: Àcids fenòlics, entre els quals destaquen els àcids protocatèitics, cafèic, ferrúlic i clorogèncis. També conté flavonoides i derivats del quercetol.
- Alcaloides (0,3%): Derivats de la canadina, protoberberina, criptopina, criptocavina cridalina, aurotensina, sinactina, tetrahidrocoptisina dicentrina, propotina i fumarina, tot i que la més abundant és la fumarina (0,13%). Com a alcaliods en menor proporció tenim la fumarilina, la fumaritina, la fumaricina i la fumarinina.[5]
- Sals de potassi (8%)

### Accions farmacològiques
Tradicionalment s'empra per a regular la funció hepàtica, com a diürètic, depuratiu i laxant degut al seu contingut en sals potàssiques. Tanmateix, s'utilitza en certes afeccions cardiovasculars i del sistema nerviós. Per via externa, serveix per tractar la crosta làctia, anomenada així perquè apareix en el cuir cabellut d'alguns nens o nenes nounats. D'altra banda, les seves flors es poden prendre en infusió per alleugerir el mal de cap.

### Propietats farmacològiques
És un estimulant respiratori i un antiinflamatori discret. Per la seva acció complexa, la fumària es recomana en el tractament d'arteriosclerosis. La infusió lleugera s'empra com hepatoregulador, diürètic i laxant, i tòpicament per a les afeccions del cuir cabellut. S'ha d'evitar la sobredosis, ja que els alcaloides que contenen resulten cardiotòxics en concentracions elevades.

### Toxicitat
Encara que a dosis normals no és tòxica, a dosis elevades produeix un efecte similar al del curare, pel que convé ser prudent i evitar la sobredosificació. No oblidar que pertany a les papaveràcies, família que compta amb moltes espècies tòxiques, com la somnífera Papaver somniferum.

## Observacions
- Sistemàticament, les espècies d'aquest gènere no sempre són fàcils d'identificar. És necessari tenir els fruits madurs.
- Aplicacions màgiques: associada a l'element Terra, se li va adjudicar la virtut d'atraure els diners. Una infusió de fumària, ruixada per tota la casa un cop per setmana, es deia que atreia els diners. Com altres plantes amb la mateixa finalitat, també s'utilitzava per allunyar els mals esperits.